# 沃尔德
沃尔德（Wohlde）是德国石勒苏益格－荷尔斯泰因州的一个市镇。总面积14.43平方公里，总人口496人，其中男性254人，女性242人（2011年12月31日），人口密度34人/平方公里。